# John E. Walsh (Statistiker)
John Edward Walsh (* 28. Mai 1919 in Grand Junction, Colorado; † 24. August 1972 in Dublin) war ein US-amerikanischer Statistiker, der von 1967 bis zu seinem Tod als Professor an der Southern Methodist University wirkte. Er veröffentlichte ein dreibändiges Kompendium mit dem Titel „Handbook of Nonparametric Statistics“ und beschrieb unter anderem den nach ihm benannten Ausreißertest nach Walsh.

## Leben
John E. Walsh wurde 1919 in Grand Junction geboren und studierte Mathematik an der University of Notre Dame, an der er 1941 einen B.S.-Abschluss erlangte. Drei Jahre später erwarb er an der University of California, Los Angeles einen M.A., 1947 promovierte er an der Princeton University. Anschließend war er für verschiedene Unternehmen und Institutionen wie die Lockheed Aircraft Corporation, die Douglas Aircraft Company, die Rand Corporation, das United States Census Bureau, die Naval Ordnance Test Station und die System Development Corporation tätig. Ab 1967 wirkte er als Professor für Statistik an der Southern Methodist University in Dallas.
John E. Walsh veröffentlichte rund 150 Artikel in wissenschaftlichen Fachzeitschriften sowie zwischen 1962 und 1968 unter dem Titel „Handbook of Nonparametric Statistics“ in drei Bänden ein Kompendium zu Methoden der parameterfreien Statistik. Sowohl die American Statistical Association als auch die American Association for the Advancement of Science ernannten ihn zum Fellow. Nach ihm benannt ist unter anderem der Ausreißertest nach Walsh, den er 1950 erstmals beschrieb. Er starb 1972 in Dublin, wo er an einer wissenschaftlichen Konferenz teilnahm, infolge eines Herzinfarkts.

## Werke (Auswahl)
- Handbook of Nonparametric Statistics. Erster Band: Investigation of Randomness, Moments, Percentiles, and Distributions. Princeton 1962
- Handbook of Nonparametric Statistics. Zweiter Band: Results for Two and Several Sample Problems, Symmetry, and Extremes. Princeton 1965
- Handbook of Nonparametric Statistics. Dritter Band: Analysis of Variance. Princeton 1968